# Mohamed Mahmoud Ould Louly
Mohamed Mahmoud Ould Louly (em árabe: محمد محمود ولد أحمد لولي;  (Tidjikja, 1 de janeiro de 1943 - 16 de março de 2019) foi um presidente de facto da Mauritânia e presidente do Comitê Militar para a Salvação Nacional de 3 de junho de 1979 a 4 de janeiro de 1980.